# Ройлянська сільська рада
Ройля́нська сільська́ ра́да — колишня  адміністративно-територіальна одиниця та орган місцевого самоврядування в Саратському районі Одеської області. Адміністративний центр — село Ройлянка.

## Загальні відомості
- Територія ради: 98,67 км²
- Населення ради: 1 800 осіб (станом на 2001 рік)
- Територією ради протікає річка Хаджидер

## Населені пункти
Сільській раді підпорядковані населені пункти:
- с. Ройлянка
- с. Лугове

## Населення
Згідно з переписом УРСР 1989 року чисельність наявного населення сільської ради становила 2651 особа, з яких 1220 чоловіків та 1431 жінка.
За переписом населення України 2001 року в сільській раді мешкало 1788 осіб.

### Мова
Розподіл населення за рідною мовою за даними перепису 2001 року:
| Мова       | Відсоток |
| ---------- | -------- |
| українська | 95,94 %  |
| російська  | 2,44 %   |
| молдовська | 0,78 %   |
| болгарська | 0,44 %   |
| гагаузька  | 0,11 %   |
| інші       | 0,29 %   |

## Склад ради
Рада складається з 16 депутатів та голови.
- Голова ради: Корінь Валерій Федорович
- Секретар ради: Церковна Майя Семенівна

### Керівний склад попередніх скликань
| Прізвище, ім'я, по батькові | Основні відомості                                                 | Дата обрання | Дата звільнення |
| --------------------------- | ----------------------------------------------------------------- | ------------ | --------------- |
| Маковецька Віра Андріївна   | Сільський голова, 1959 року народження, позапартійна              | 26.03.2006   | 31.10.2010      |
| Корінь Валерій Федорович    | Сільський голова, 1971 року народження, освіта вища, безпартійний | 31.10.2010   |                 |

Примітка: таблиця складена за даними сайту Верховної Ради України

### Депутати
За результатами місцевих виборів 2010 року депутатами ради стали:

#### За суб'єктами висування
| Суб'єкт висування                                       | Кількість обраних депутатів | %    |
| ------------------------------------------------------- | --------------------------- | ---- |
| Самовисування                                           | 7                           | 43,8 |
| Соціалістична партія України                            | 5                           | 31,3 |
| Політична партія Всеукраїнське об'єднання «Батьківщина» | 2                           | 12,5 |
| Народна партія                                          | 1                           | 6,3  |
| Політична партія «Сильна Україна»                       | 1                           | 6,3  |

#### За округами
| № округу                                                | Прізвище, ім'я, по батькові  | Дата визнання обраним | Освіта  | Партійна приналежність                  | Відомості про обраного депутата                                         |
| ------------------------------------------------------- | ---------------------------- | --------------------- | ------- | --------------------------------------- | ----------------------------------------------------------------------- |
| Народна Партія                                          |                              |                       |         |                                         |                                                                         |
| 16                                                      | Корінь Вікторія Дмитрівна    | 03.11.2010            | середня | позапартійна                            | ТОВ «Ройлянка», бухгалтер-касир                                         |
| Політична партія Всеукраїнське об'єднання «Батьківщина» |                              |                       |         |                                         |                                                                         |
| 1                                                       | Маковецький Борис Петрович   | 03.11.2010            | вища    | позапартійний                           | пенсіонер                                                               |
| 11                                                      | Маковецька Ніка Семенівна    | 03.11.2010            | вища    | позапартійна                            | пенсіонер                                                               |
| Політична партія «Сильна Україна»                       |                              |                       |         |                                         |                                                                         |
| 10                                                      | Кісіль Лідія Олександрівна   | 03.11.2010            | середня | член Політичної партії «Сильна Україна» | сільська амбулаторія, фельдшер                                          |
| Соціалістична партія України                            |                              |                       |         |                                         |                                                                         |
| 2                                                       | Шмідт Світлана Семенівна     | 03.11.2010            | середня | член Соціалістичної партії України      | будинок культури, художній керівник                                     |
| 4                                                       | Полторак Тетяна Юхимівна     | 03.11.2010            | середня | член Соціалістичної партії України      | соціальний робітник                                                     |
| 6                                                       | Церковна Валентина Семенівна | 03.11.2010            | середня | член Соціалістичної партії України      | будинок культури, технічний працівник                                   |
| 12                                                      | Горбаш Ріта Іванівна         | 03.11.2010            | вища    | член Соціалістичної партії України      | Ройлянська загальноосвітня школа, заступник директора з виховної роботи |
| 15                                                      | Лисенко Алла Василівна       | 03.11.2010            | вища    | член Соціалістичної партії України      | тимчасово не працює                                                     |
| Самовисування                                           |                              |                       |         |                                         |                                                                         |
| 3                                                       | Церковна Майя Семенівна      | 03.11.2010            | вища    | позапартійна                            | ТОВ «Ройлянка», головний бухгалтер                                      |
| 5                                                       | Урсул Римма Дмитрівна        | 03.11.2010            | вища    | позапартійна                            | Ройлянський дошкільний навчальний заклад, завідувачка                   |
| 7                                                       | Куба Ніла Іванівна           | 03.11.2010            | вища    | позапартійна                            | сільська рада, землевпорядник                                           |
| 8                                                       | Урсул Надія Михайлівна       | 03.11.2010            | вища    | позапартійна                            | Ройлянський дошкільний навчальний заклад, вихователь                    |
| 9                                                       | Маковецька Тетяна Іванівна   | 03.11.2010            | вища    | позапартійна                            | Ройлянська загальноосвітня школа, вчитель                               |
| 13                                                      | Куба Віра Семенівна          | 03.11.2010            | вища    | позапартійна                            | Забарівська загальноосвітня школа, вчитель                              |
| 14                                                      | Клевець Валентина Іванівна   | 03.11.2010            | середня | позапартійна                            | Ройлянська сільська бібліотека, завідувачка                             |